# Bundaberg Region
Bundaberg Region är en kommun i Australien. Den ligger i delstaten Queensland, omkring 300 kilometer norr om delstatshuvudstaden Brisbane. Antalet invånare är 93 976.
Följande samhällen finns i Bundaberg:
- Bundaberg
- Thabeban
- Childers
- Sharon
- Woodgate
- South Bingera
- Tirroan
- Wonbah

I omgivningarna runt Bundaberg växer huvudsakligen savannskog. Runt Bundaberg är det mycket glesbefolkat, med 3 invånare per kvadratkilometer. Genomsnittlig årsnederbörd är 1 178 millimeter. Den regnigaste månaden är mars, med i genomsnitt 261 mm nederbörd, och den torraste är september, med 20 mm nederbörd.